# Équipe de Bolivie de football à la Copa América 1963
L'équipe de Bolivie de football à la Copa América 1963 participe à sa 9e Copa América lors de cette édition 1963 qu'elle dispute à domicile du 10 au 31 mars 1963.
Emmenée par le technicien brésilien Danilo Faria Alvim, la Verde survole la compétition, qu'elle dispute pour la première fois devant son public, à Cochabamba et La Paz. Après un match d'ouverture spectaculaire, achevé sur un match nul 4-4 face à l'Équateur, elle bat successivement la Colombie, le Pérou, le Paraguay et l'Argentine. Lors de la dernière rencontre, capitale pour l'issue de la compétition, elle s'impose face aux double champions du monde brésiliens lors d'une partie pleine de rebondissements. Máximo Alcócer inscrit le but de la victoire et du titre de champion d'Amérique du Sud à cinq minutes du terme du match. Cette victoire face aux Auriverde est également la première de l'histoire de la Bolivie.
Máximo Alcócer et Wilfredo Camacho sont les deux meilleurs buteurs de la sélection bolivienne, avec quatre réalisations. C'est cependant l'attaquant équatorien Carlos Alberto Raffo qui finit en tête du classement des buteurs avec six buts inscrits.

## Résultats

### Classement final
Les sept équipes participantes sont réunies au sein d'une poule unique où chaque formation rencontre une fois ses adversaires. À l'issue des rencontres, l'équipe classée première remporte la compétition.
|   | Équipe    | Pts | J | G | N | P | BP | BC | Diff |
| - | --------- | --- | - | - | - | - | -- | -- | ---- |
| 1 | Bolivie   | 11  | 6 | 5 | 1 | 0 | 19 | 13 | +6   |
| 2 | Paraguay  | 9   | 6 | 4 | 1 | 1 | 13 | 7  | +6   |
| 3 | Argentine | 7   | 6 | 3 | 1 | 2 | 15 | 10 | +5   |
| 4 | Brésil    | 5   | 6 | 2 | 1 | 3 | 12 | 13 | -1   |
| 5 | Pérou     | 5   | 6 | 2 | 1 | 3 | 8  | 11 | -3   |
| 6 | Équateur  | 4   | 6 | 1 | 2 | 3 | 14 | 18 | -4   |
| 7 | Colombie  | 1   | 6 | 0 | 1 | 5 | 10 | 19 | -9   |

| 10 mars | Bolivie | 4 | 4 | Équateur  |
| 17 mars | Bolivie | 2 | 1 | Colombie  |
| 21 mars | Bolivie | 3 | 2 | Pérou     |
| 24 mars | Bolivie | 2 | 0 | Paraguay  |
| 28 mars | Bolivie | 3 | 2 | Argentine |
| 31 mars | Bolivie | 5 | 4 | Brésil    |

### Matchs
| 10 mars 1963 | Bolivie                                                 | 4 – 4 | Équateur                                              | Stade Hernando Siles, La Paz                               |                                                            |
| | R. López 16e · Castillo 27e · Alcócer 55e · Camacho 80e | (2 - 2) | Raffo 30e · Raymondi Contreras 44e, 50e · Bolaños 47e | Spectateurs : 15 000 Arbitrage : Arturo Yamasaki Maldonado | Spectateurs : 15 000 Arbitrage : Arturo Yamasaki Maldonado |
| A. López - Torres, Cainzo - Camacho, Vargas, Espinoza - Ugarte, Castillo, Alcócer, R. López ( Aramayo), Quinteros | Équipes                                                 | Mejía - Macías ( Johnson), Lecaro - Reeves Patterson, Quijano, Galarza - Balseca ( Gando), Bolaños, Raffo, Raymondi Contreras ( Palacios), Larrea |                                                       | Spectateurs : 15 000 Arbitrage : Arturo Yamasaki Maldonado | Spectateurs : 15 000 Arbitrage : Arturo Yamasaki Maldonado |

| 17 mars 1963 | Bolivie          | 2 – 1 | Colombie  | Stade Félix Capriles, Cochabamba                           |                                                            |
| | Alcócer 22e, 40e | (2 - 1) | Botero 4e | Spectateurs : 18 000 Arbitrage : Arturo Yamasaki Maldonado | Spectateurs : 18 000 Arbitrage : Arturo Yamasaki Maldonado |
| A. López - Espinoza, Palenque - Camacho, Vargas, Ramírez - García, Aramayo ( Castillo), Alcócer, R. López, Aguirre | Équipes          | Mosquera - J. González, Alzate - Coll ( Ca. Arango), Aponte, G. González - Serrano, Campillo, Gamboa, H. González, Botero |           | Spectateurs : 18 000 Arbitrage : Arturo Yamasaki Maldonado | Spectateurs : 18 000 Arbitrage : Arturo Yamasaki Maldonado |

| 21 mars 1963 | Bolivie                                | 3 – 2 | Pérou                   | Stade Hernando Siles, La Paz                      |                                                   |
| | Camacho 14e · Alcócer 49e · García 57e | (1 - 1) | Gallardo 40e · León 80e | Spectateurs : 20 000 Arbitrage : João Etzel Filho | Spectateurs : 20 000 Arbitrage : João Etzel Filho |
| A. López - Je. Herbas, Cainzo - Camacho, Vargas, Ramírez - García, Blacut ( Aramayo), Alcócer, Ugarte, Castillo | Équipes                                | Rubiños - Campos, Yasetic ( Elías) - Ladrón de Guevara, Donayre, Ruíz - Gallardo, Zegarra, Peláez ( León), De la Vega ( Tenemás), N. Mosquera |                         | Spectateurs : 20 000 Arbitrage : João Etzel Filho | Spectateurs : 20 000 Arbitrage : João Etzel Filho |

| 24 mars 1963 | Bolivie                   | 2 – 0 | Paraguay | Stade Félix Capriles, Cochabamba                    |                                                     |
| | Castillo 17e · García 88e | (1 - 0) |          | Spectateurs : 18 000 Arbitrage : José Dimas Larrosa | Spectateurs : 18 000 Arbitrage : José Dimas Larrosa |
| A. López - Je. Herbas, Cainzo - Camacho, Zabalaga, Ramírez - García, Aramayo ( Blacut), Alcócer, Ugarte ( R. López), Castillo | Équipes                   | González - Osorio, Bobadilla ( Tabarelli) - A. Insfrán, Calonga ( Cabrera), Lezcano - Arámbulo, E. Insfrán, E. Zárate ( Valdez), Amarilla, Martínez |          | Spectateurs : 18 000 Arbitrage : José Dimas Larrosa | Spectateurs : 18 000 Arbitrage : José Dimas Larrosa |

| 28 mars 1963 | Bolivie                                 | 3 – 2 | Argentine          | Stade Hernando Siles, La Paz                               |                                                            |
| | Castillo 12e · Blacut 32e · Camacho 88e | (2 - 2) | Rodríguez 27e, 34e | Spectateurs : 20 000 Arbitrage : Arturo Yamasaki Maldonado | Spectateurs : 20 000 Arbitrage : Arturo Yamasaki Maldonado |
| A. López - Je. Herbas, Cainzo - Camacho, Vargas, Ramírez ( Ja. Herbas) - García, Blacut, Alcócer, Ugarte, Castillo | Équipes                                 | Andrada - Navarro, Martín ( 46e Ferreiro) - Cardoso, Griguol, Vázquez - Juárez, Rodríguez, E. Fernández ( 67e J. Fernández), Savoy, R. Zárate |                    | Spectateurs : 20 000 Arbitrage : Arturo Yamasaki Maldonado | Spectateurs : 20 000 Arbitrage : Arturo Yamasaki Maldonado |

| 31 mars 1963                                                                                       | Bolivie                                                  | 5 – 4 | Brésil                                          | Stade Félix Capriles, Cochabamba               |                                                |
| | Ugarte 15e, 58e · Camacho 25e · García 62e · Alcócer 86e | (2 - 2) | Marco Antônio 26e · Almir 28e · Flávio 63e, 66e | Spectateurs : 25 000 Arbitrage : Ovidio Orrego | Spectateurs : 25 000 Arbitrage : Ovidio Orrego |
| A. López - Espinoza, Cainzo - Camacho, Vargas, Ramírez - García, Blacut, Alcócer, Ugarte, Castillo | Équipes                                                  | Silas - Jorge ( Massinha), Cláudio - Procópio, Geraldino, Ílton Vaccari - Almir, Flávio, Tião Macalé, Marco Antônio, Oswaldo |                                                 | Spectateurs : 25 000 Arbitrage : Ovidio Orrego | Spectateurs : 25 000 Arbitrage : Ovidio Orrego |

| Copa América 1963 - Vainqueur Bolivie 1er titre |